# Familia Băleanu
Familia Băleanu a fost una din marile facțiuni boierești ale Țării Românești care își disputau puterea politică în secolul al XVII-lea. A fost învinsă de rivalii Cantacuzini sub domnia lui Șerban Cantacuzino.